# وادي إلورا

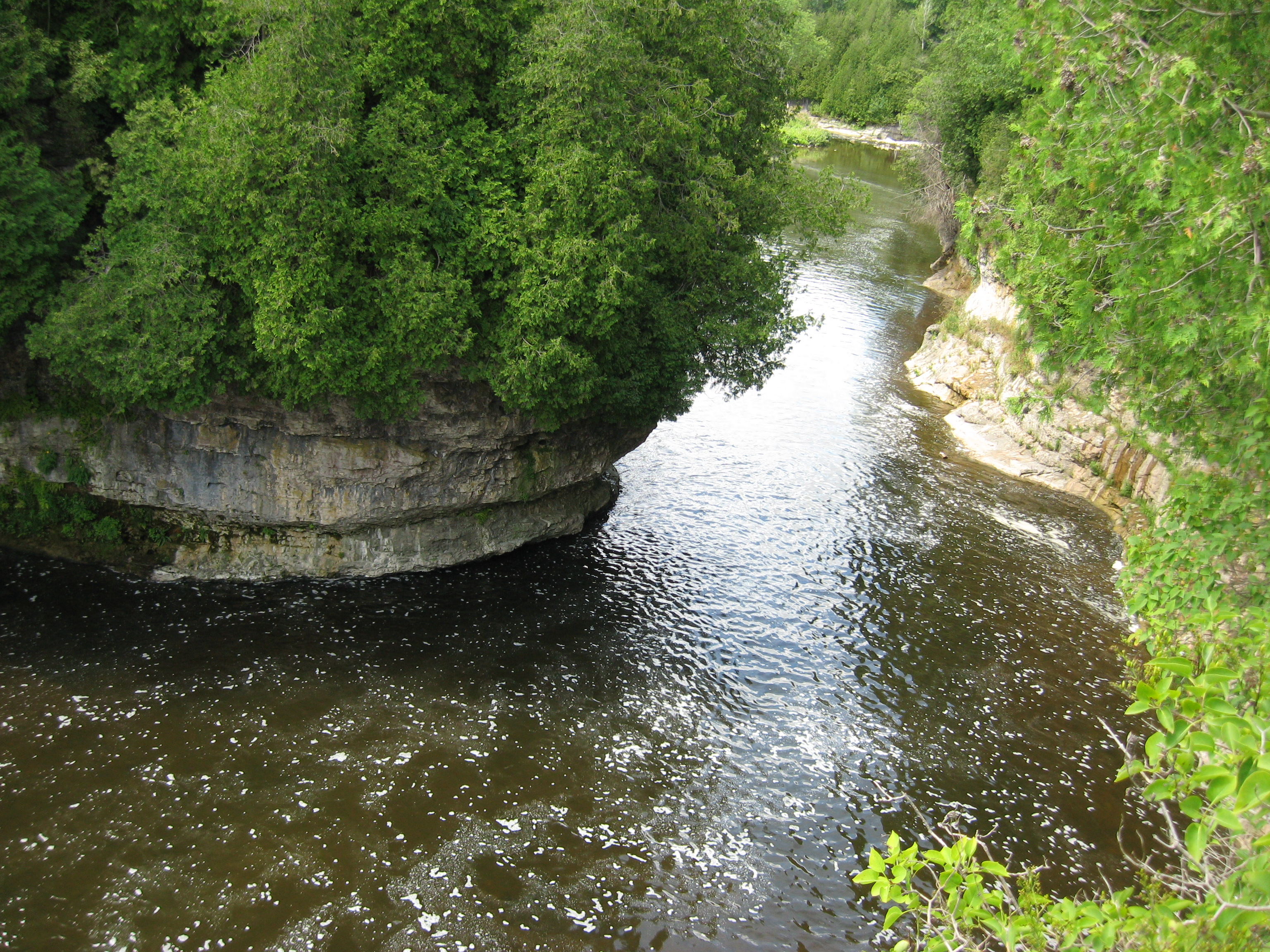
وادي إلورا في شهر آب

وادي إلورا هو خانق ضيق يجري فيه نهر غراند عند مروره بالطرف الغربي لبلدة إلورا شمال مدينة غويلف في مقاطعة أونتاريو الكندية، ومنها أخذ اسمه.